# Braz Chediak
Braz Chediak (Três Corações, 1 de junho de 1942) é um ator, roteirista, cineasta e escritor brasileiro. 

## Biografia
Chediak nasceu na cidade mineira de Três Corações, em 1942. É filho de Elias José, imigrante libanês, e de Maria Aparecida Guimarães Chediak e começou a carreira como ator no filme O Homem que Roubou a Copa do Mundo (1963) de Victor Lima, ao lado de Grande Otelo, Ronald Golias, Herval Rossano e Renata Fronzi.
No teatro atou, em 1962, na peça Auto da Barca do Inferno, de Gil Vicente, sob a direção de Paulo Afonso Grisolli. Escreveu em 1966 seu primeiro roteiro para o filme Na Onda do Iê-Iê-Iê, de Aurélio Teixeira, em parceria com o diretor e Renato Aragão. Os Viciados (1968) é a sua primeira realização cinematográfica. Com Aurélio Teixeira, foi responsável pelo argumento e pelo roteiro do filme Mineirinho, Vivo ou Morto (1967) e da adaptação de O Meu Pé de Laranja Lima em 1970. Roteirizou todos os filmes que dirigiu: A navalha na carne, Dois perdidos numa noite suja, Bonitinha, mas ordinária, Perdoa-me por me traíres'entre outros tantos. Tem crônicas publicadas em vários jornais.

## Filmografia
- 1968 - Os Viciados
- 1969 - A Navalha na Carne
- 1970 - Dois perdidos numa noite suja
- 1971 - As Confissões do frei Abóbora
- 1974 - Banana Mecânica
- 1975 - O Roubo das Calcinhas
- 1975 - Eu Dou O Que Ela Gosta
- 1978 - O Grande Desbum
- 1980 - Perdoa-me por Me Traíres
- 1981 - Bonitinha, Mas Ordinária ou Otto Lara Resende
- 1981 - Álbum de Família - Uma História Devassa